# Elvira Narvaja de Arnoux
Elvira Beatriz Narvaja de Arnoux (22 de octubre de 1946) es una lingüista, docente e investigadora argentina, referente del Análisis del Discurso en Latinoamérica y fundadora de la escuela de Glotopolítica de Argentina. Creó la cátedra de Semiología y Análisis del Discurso en la Universidad de Buenos Aires y fue directora del Instituto de Lingüística radicado en la Facultad de Filosofía y Letras de la misma universidad. Es profesora emérita de la Universidad de Buenos Aires. Ganadora del Premio Konex 2016: Teoría Lingüística y Literaria. Es responsable de la sede argentina de la Cátedra UNESCO de Lectura y Escritura.

## Trayectoria académica
Elvira Arnoux se graduó como Profesora de Enseñanza Secundaria, Normal y Especial en Letras de la Facultad de Filosofía y Letras de la Universidad de Buenos Aires. Además obtuvo el Diploma de Estudios Superiores en Lingüística de la Universidad de París X, el Diploma de Estudios Avanzados y el de Doctorado en Lingüística, otorgados por la Universidad de Santiago de Compostela.

## Premios y reconocimientos
- Premio Extraordinario de Doctorado de la Facultad de Filología (Universidad de Santiago de Compostela) en 2009.[7]
- Mención de Honor del 54° Congreso Internacional de Americanistas en 2012.[4]
- Georg Forster Research Award de la Fundación Alexander von Humboldt, 2015.[8]
- Premio Konex 2016: Teoría Lingüística y Literaria.[4]
- Doctorado honoris causa de la Universidad Nacional de Cuyo, con mención especial al mérito académico-científico.[9]
- Premio a la Excelencia Académica  de la Universidad de Buenos Aires.[4]
- Premio a la Investigación Científica y Tecnológica, otorgado tres veces por la Facultad de Filosofía y Letras de la Universidad de Buenos Aires.[10]

## Obra
Libros
- Unasur y sus discursos. Integración regional/Amenaza externa/Malvinas. (1990)
- El discurso latinoamericanista de Hugo Chávez. (2009)
- Pasajes: escuela media-enseñanza superior. Propuestas en torno a la lectura y escritura. (2009)
- Temas de glotopolítica. Integración regional sudamericana y panhispanismo. (2014)
- Política lingüística y enseñanza de lenguas. (2015)
- Ideologías lingüísticas. Legislación, universidad y medios. (2019)
- Peronismo y glotopolítica. Intervenciones en el sistema educativo y las academias. (2019)